# Stoffwechselstörung
Unter Stoffwechselstörung, auch Stoffwechselanomalie genannt, versteht man medizinisch die pathologischen Abweichungen der Stoffwechselvorgänge. Diese werden häufig durch genetisch bedingten Enzymmangel verursacht, können aber auch erworben sein.
Pathogenetisch werden die Stoffwechselstörungen gekennzeichnet durch:
- Erhöhung von Stoffwechselzwischenprodukten (wie Alkaptonurie, Methylmalonazidurie, Phenylketonurie, Porphyrie)
- Defekte des Transports von Substanzen (z. B. Hartnup-Krankheit, Cystinurie)
- Produktion von ungewöhnlichen Metaboliten (wie Phenylbrenztraubensäure bei Phenylketonurie, Dicarbonsäuren bei Fettsäureoxidationsstörungen)
- Speicherung von Stoffwechselprodukten (Thesaurismosen)

Es können labormedizinisch diagnostizierbare Störungen im Fettstoffwechsel (z. B. Hyperlipoproteinämien, also eine Erhöhung der Blutfette), im Aminosäuren- bzw. Eiweißstoffwechsel (z. B. Porphyrie, eine Störung der Bildung des Hämoglobins), im Kohlenhydratstoffwechsel (z. B. bestimmte Formen der Zuckerkrankheit) und im Mineralstoffwechsel (z. B. Phosphatmangel) auftreten.

## Grundprinzip einer Stoffwechselstörung
{\displaystyle \mathrm {Substrat\ A{\xrightarrow {Enzym}}Produkt\ B} }
physiologische Reaktion
{\displaystyle \mathrm {Ansammlung\ von\ A{\xrightarrow {defektes\ Enzym}}Mangel\ an\ B} }
pathologische Reaktion, Enzymdefekt
{\displaystyle \mathrm {Mangel\ an\ A\xrightarrow {hyperaktives\ Enzym} Ansammlung\ von\ B} }
pathologische Reaktion, überaktives Enzym
Das Konzept der angeborenen Stoffwechselstörung wurde zu Beginn des 20. Jahrhunderts von dem englischen Internisten Archibald Garrod entdeckt. Bei seinen Untersuchungen zur Alkaptonurie ging er davon aus, dass für jeden Stoffwechselschritt ein bestimmtes Enzym zuständig ist. Auf dieser Grundlage postulierte er den Enzymdefekt als Ursache einer Stoffwechselstörung. Durch einen Enzymdefekt kommt es zu einer krankhaften Anhäufung des entsprechenden Substrates und Mangel an Stoffwechselprodukten, was zu den klinischen Symptomen einer Stoffwechselerkrankung führt. Eine Anhäufung der Substrate kann zu Intoxikationen, Enzyminhibition, Akkumulation und Aktivierung alternativer Stoffwechselwege führen. Der Mangel an Produkt führt zu Stoffwechseldefiziten.

## Liste der Stoffwechselstörungen und Stoffwechselerkrankungen (Auswahl)
- 3-Methylglutaconazidurie
- Acyl-CoA-Dehydrogenase-Mangel
- Adrenogenitales Syndrom
- Alkaptonurie
- Alpha-1-Antitrypsinmangel
- Diabetes mellitus (Zuckerkrankheit)
- Dorfman-Chanarin-Syndrom
- Erythropoetische Protoporphyrie (Erkrankung aus der Gruppe der Porphyrien)
- Galaktosämie
- Gicht
- Glutarazidurie
- Glykogenose
- Harnstoffzyklusdefekt
- Hashimoto-Thyreoiditis
- Hereditärer Adenosindesaminase-Mangel
- Hereditäres Zinkmangelsyndrom
- Hypertriglyceridämie
- Hypophosphatasie (Rathbuin-Syndrom)
- Hypothyreose (Schilddrüsenunterfunktion)
- Ketoazidose
- Ketose (Acetonämie, Acetonurie)
- Kombinierte Malon- und Methylmalonazidurie (CMAMMA)
- LCAT-Mangel
- Lesch-Nyhan-Syndrom (Hyperurikämie-Syndrom oder Hyperurikose)
- Lipidose
- Maroteaux-Lamy-Syndrom
- Methylmalonazidurie (MMA)
- Morbus Addison (Hypadrenokortizismus)
- Morbus Conn (Hyperaldosteronismus)
- Morbus Cushing
- Morbus Fabry
- Morbus Gaucher
- Morbus Hunter (Mukopolysaccharidose Typ II)
- Morbus Morquio
- Morbus Sanfilippo (MPS  Typ III)

- Mukoviszidose (zystische Fibrose)
- Myoadenylatdeaminase-Mangel (MADD)
- Polyzystisches Ovar-Syndrom (PCOS)
- Phenylketonurie
- Porphyrien
- Thesaurismose  (Speicherkrankheit)